# Martin Amedick
Martin Amedick (ur. 6 września 1982 w Paderborn) – niemiecki piłkarz, obrońca. Obecnie zawodnik Eintracht Frankfurt, do którego przybył z pierwszoligowej Borussii Dortmund.
Jest absolwentem gimnazjum Nepomucenum Rietberg.

## Kariera
Karierę zaczynał w SC Delbruck, skąd w 1995 roku przeniósł się do SC Paderborn. W 1998 roku trafił do Arminii Bielefeld. W klubie tym występował w większości z kategorii wiekowych, był w kadrze drużyny w 2 i 1 Bundeslidze. Debiutował w 2 lidze w spotkaniu z Jahn Regensburg, wchodząc w 78 minucie na boisko za Isaaca Boakye. W 2004 roku przeniósł się do Eintrachtu Brunszwik, gdzie został podstawowym obrońcą. Wraz z zespołem awansował z Oberligi do 2 Bundesligi, a już w swoim pierwszym sezonie został uznany za najlepszego obrońcę ligi. W 2006 roku przeszedł do Borussii Dortmund, szybko zdobywając renomę w drużynie. Przed odejściem z klubu, latem 2008, zdążył rozegrać 33 spotkania i zdobyć 2 bramki w Bundeslidze.